# 용강 최씨
용강 최씨(龍崗崔氏)는 남포시 용강군을 본관으로 하는 한국의 성씨이다. 시조 최지무(崔枝茂)는 고려에서 무과에 급제해 상호군판선공감사(上護軍判繕工監事)로 공을 세워 용강군(龍崗君)에 봉해졌다.

## 참고 자료
- “용강최씨(龍崗崔氏)”. 뿌리를 찾아서.[깨진 링크(과거 내용 찾기)]